# SO-02G
ドコモ スマートフォン Xperia Z3 Compact SO-02G（ドコモ スマートフォン エクスペリア ゼットスリー コンパクト エスオーゼロニジー）は、ソニーモバイルコミュニケーションズによって開発された、NTTドコモの第3.9世代移動通信システム（Xi）と第3世代移動通信システム（FOMA）のデュアルモード端末である。ドコモ スマートフォン（第2期）のひとつ。

## 概要
SO-02Fの事実上の後継機種で、スペックが大幅に強化されている。
小型ながらSO-01Gとほぼ同等のスペックとなっており、新たにハイレゾ音源の再生が可能になった。また、前モデルより高感度での撮影が可能となったほか、ノイズキャンセリング機能に対応した。ただし内部ストレージはSO-01Gが32GBに対して半分の16GBで、フルセグ・NOTTVには非対応。
OSはAndroid 4.4を搭載している。2015年7月28日からAndroid™ 5.0へのOSアップデートが出来るようになったが、一部地域でテレビが受信できなくなる不具合が見つかったため中断し、2015年9月15日に再開された。2016年8月9日からAndroid™ 6.0へのOSアップデートが出来るようになった。
ちなみに、SO-01Gと同様に、NTTドコモ向けのXperiaシリーズのキャリアロゴ（NTT docomo Xi）の位置は従来の前面から裏面に変更されている。
キャッチコピーは「あらゆる瞬間を、美しく。」。

## 搭載アプリ
PC連携アプリケーション
- PC Companion
- Sony Bridge for Mac

プリインストールアプリケーション
- Video Unlimited
- 電子書籍Reader by Sony
- PlayStation
- What's New
- ニュース from Socialife
- FMラジオ
- OfficeSuite
- Sony Select
- Facebook
- WALKMAN
- 連絡先
- ダイヤル
- ムービー
- TrackID
- TrackID TV
- Xperia Lounge Japan
- TV SideView
- Evernote
- ファイルコマンダー
- アルバム
- ミュージック
- ワンセグ
- 取扱説明書
- おサイフケータイ
- カメラ
- Gmail
- Eメール
- マップ
- ハングアウト
- Playストア
- YouTube
- Google
- ブラウザ
- スケッチ
- カレンダー
- アラームと時計
- 電卓
- 設定
- Google+
- 写真
- Google設定
- Playムービー&TV
- メッセージ
- Chrome
- Playブックス
- Playゲーム
- ドライブ
- 音声検索
- Lifelog
- Movie Creater

## 主な機能
| 主な対応サービス                                | 主な対応サービス                                      | 主な対応サービス                     | 主な対応サービス                                                  |
| ----------------------------------------------- | ----------------------------------------------------- | ------------------------------------ | ----------------------------------------------------------------- |
| タッチパネル/加速度センサー                     | Xi/FOMAハイスピード/VoLTE                             | Bluetooth                            | DCMX/おサイフケータイ/NFC/かざしてリンク/赤外線/トルカ            |
| ワンセグ/フルセグ/モバキャス                    | メロディコール                                        | テザリング                           | WiFi IEEE802.11a/b/g/n/ac                                         |
| GPS                                             | ドコモメール/電話帳バックアップ                       | デコメール/デコメ絵文字/デコメアニメ | iチャネル                                                         |
| エリアメール/ソフトウェアーアップデート自動更新 | デジタルオーディオプレーヤー(WMA・MP3他)/ハイレゾ音源 | GSM/3Gローミング(WORLD WING)         | フルブラウザ/Flash Player                                         |
| Google Play/dメニュー/dマーケット               | Gmail/Google Talk/YouTube/Picasa                      | バーコードリーダ/名刺リーダ          | ドコモ地図ナビ/ドコモ ドライブネット/Google Maps/ストリートビュー |

## 歴史
- 2014年9月3日（現地時間） - ドイツ・ベルリンの家電展示会「IFA 2014」にてソニー及びソニーモバイルコミュニケーションズよりグローバルモデル発表。この時点で日本国内での販売も予告されていた[6]。
- 2014年9月30日 - NTTドコモより発表・事前予約開始。
- 2014年11月12日 - 発売開始[7]。

## アップデート・不具合など
2014年11月27日のアップデート
- 通話中、相手の声に雑音が混入する場合がある不具合を修正する。
- ビルド番号が23.0.B.1.1から23.0.B.1.13になる。

2015年2月5日のアップデート
- VoLTE発信時においてまれに呼び出し音が正常に聞こえない場合がある不具合を修正する。
- ビルド番号が23.0.B.1.1、23.0.B.1.13から23.0.B.1.38になる。

2015年5月14日のアップデート
- 使用状況によって、電池の減りが早くなる場合がある。
- ビルド番号が23.0.B.1.1、23.0.B.1.13、23.0.B.1.38から23.0.B.1.59になる。

2015年7月28日のアップデート（OSバージョンアップ）
- Android 5.0に対応。
- 主な変更点
  - スタイルポートレートに対応。
  - ダイヤルと連絡先のユーザーインターフェイスの変更。
  - 設定メニュー内の検索に対応。
  - 音声レコーダーを搭載。
  - クイック設定パネル機能の変更。
  - 通知パネルのすべての通知の削除ボタンとタスクマネージャのすべてのアプリの終了ボタンのデザインが変更。
  - What's Newで一部のアプリの更新に対応。
- POBox Plusが3.0.A.1.8にアップデート。
- ビルド番号が23.0.B.1.1、23.0.B.1.13、23.0.B.1.38、23.0.B.1.59から23.1.B.1.160になる。

2015年9月15日のアップデート
- 一部地域にてテレビの視聴ができない場合がある不具合を修正する。
- ビルド番号が23.0.B.1.1、23.0.B.1.13、23.0.B.1.38、23.0.B.1.59、23.1.B.1.160から23.1.B.1.197になる。

2016年8月9日のアップデート（OSバージョンアップ）
- Android 6.0に対応。
- 主な変更点
  - Now on Tapの追加。
  - 消費電力の最適化。
- ブラウザアプリの履歴が正常に表示されない場合がある不具合を修正する。
- ビルド番号が23.0.B.1.1、23.0.B.1.13、23.0.B.1.38、23.0.B.1.59、23.1.B.1.160、23.1.B.1.197、23.1.B.1.317から23.5.B.0.303になる。